# Illby
Illby (finska: Ilola) är en tätort i Borgå stad (kommun) i landskapet Nyland i Finland. Fram till 1997 låg Illby i Borgå landskommun. Vid tätortsavgränsningen den 31 december 2021 hade Illby 328 invånare och omfattade en landareal av 2,71 kvadratkilometer.
Förbi orten rinner Illbyån. I Illby finns den museala kulturmiljön Postbacken, känd bland annat för sommarteater och hantverk.